# Casa di Cipius Pamphilus Felix

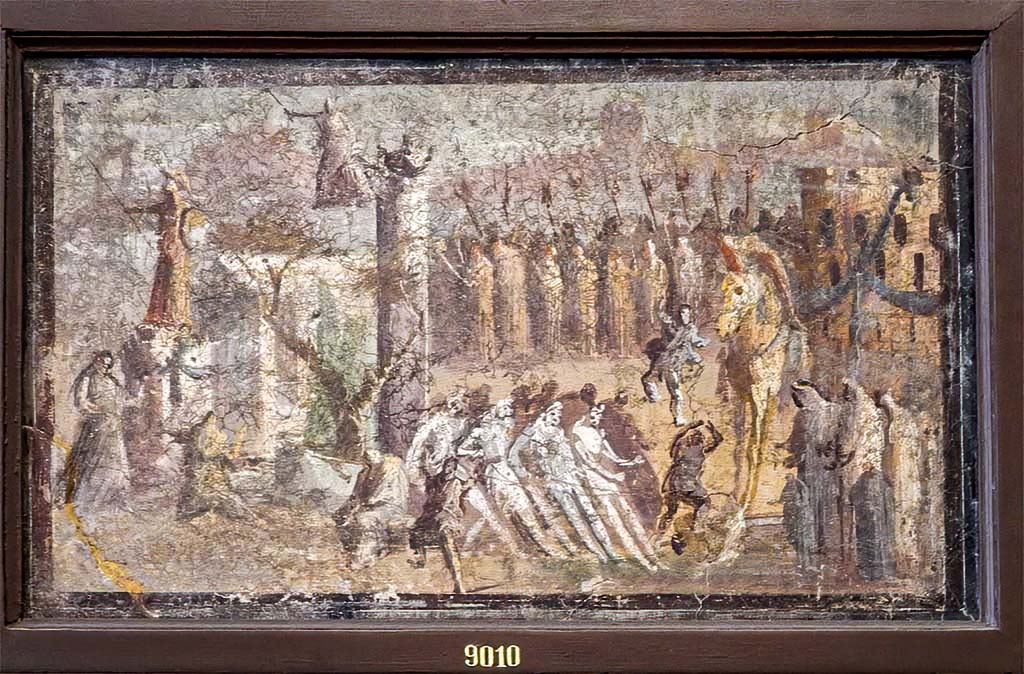
Das Trojanische Pferd

Bei der Casa di Cipius Pamphilus Felix (Haus des Cipius Pamphilus Felix) handelt es sich um ein Wohnhaus in Pompeji (VII.6.38). Das Haus war mehrmals das Ziel von Ausgrabungen (1760, 1841 und 1910) und wurde 1943 bei Bombardierungen im Zweiten Weltkrieg stark beschädigt. Insula VII 6 hat besonders stark unter den Luftangriffen der Alliierten gelitten. Die Casa di Cipius Pamphilus Felix ist vor allem durch das Bild eines trojanischen Pferdes bekannt, das sich heute im Archäologischen Nationalmuseum Neapel befindet.

## Beschreibung
Das eher kleine Haus war einst verhältnismäßig reich dekoriert. Der Name des einstigen Besitzers fand sich auf einem bronzenen Siegel, auf dessen einer Seite CIPI PAMPHILI und auf der anderen Seite FELIX steht. Das Siegel befindet sich heute in Neapel. Im Zimmer links vom Eingang befindet sich ein Mosaik (Emblema) mit Darstellungen von Fischen. Der Raum ist mit relativ gut erhaltenen Malereien im 2. Stil dekoriert. Diverse weitere Räume im Haus waren ausgemalt, doch ist davon heute nichts mehr erhalten. Die Malereien sind von alten Beschreibungen, einige Details von alten Zeichnungen her bekannt. In der Küche befand sich das Lararium, dessen Malereien sich heute in Neapel befinden. Bemerkenswert ist ein Bild des trojanischen Pferdes. Das Gemälde fällt durch seine skizzenhafte Malweise und das Spiel mit dunklem und hellem Licht auf, was Fritz Wirth als überraschend modern bezeichnet.